# 홍윤정
홍윤정(洪潤政, 홍순양, 1944년 8월 15일 ~ 현재)은 대한민국의 원로 배우이다.

## 생애
1963년부터 1965년까지 2년간 보험회사 직원으로 일하다가 사직 후 1965년 연극배우로 첫 데뷔하였고 이후 1967년부터 영화제작사 직원으로 일하다가 사직 후 1974년부터 영화배우 활동을 시작했다.

## 출연작
- 참외향기 (Melon Scent) 2018년 - 순진 역
- 저 하늘에도 슬픔이 (Me Sky Sad) 2007년 - 일수 아줌마 역
- 바람피기 좋은 날 (A Day for an Affair) 2007년 - 이슬의 어머니 역
- 란의 연가 (Ran's Love Song) 2003년 - 어머니 역
- 주글래 살래 (Dying or Live) 2003년 - 피자 마누라 역
- 재밌는 영화 (Fun Movie) 2002년 - 기차 할머니 역
- 소름 (Sorum) 2001년 - 음식점 할머니 역
- 건달의 법칙 (The Rules of the Underworld) 2001년
- 천사의 시 (The Angel's Poem) 2001년
- 망치를 든 짱구와 땡칠이 (Chang gu And Taeng Chil) 1998년
- 억수탕 (3PM Paradise Bath House) 1997년 - 억수탕 주인 역
- 산부인과 (Push! Push!) 1997년
- 애니깽 (Anniquin) 1996년 - 봉팔 처 역
- 정글 스토리 (Jungle Story) 1996년 - 도현 모 역
- 학생부군신위 (Farewell My Darling) 1996년 - 작은 고모 역
- 48+1 (Flower Cards) 1995년 - 폭주족 모 역
- 머저리와 등신들 (Idiots and Fools) 1995년 - 카페 주인 역
- 헤드폰을 벗어라 (Take Off Your Headsets) 1995년
- 빨간 앵두 8 (Red Cherry 8) 1994년
- 투캅스 (Two Cops) 1993년 - 저택 여주인 역
- 연인들의 멜로디 (Lover's Melody) 1993년
- 에로스 (Eros) 1993년 - 사장 부인 역
- 사랑의 종합병원 (The General Hospital of Love) 1993년 - 준석 모 역
- 13월의 겨울 (The Winter of the 13th Month) 1993년
- 미스터 맘마 (Mister Mama) 1992년 - 영주 모 역
- 유리벽 속의 두 연인 (Two Lovers In a Glass Wall) 1992년
- 서울의 달빛 (The Moonlight of Seoul) 1992년
- 씨내리 (Si Nae Ri) 1992년
- 나 이제 너를 잊으리 (I Will Forget You Now) 1992년 - 충용 모 역
- 천국의 계단 (Stairways of Heaven) 1991년 - 황정애 역
- 조금만 참아줘요 (Please Wait a Little More) 1991년
- 아들나라 (The Country of Sons) 1991년
- 영구와 땡칠이 4: 홍콩 할매 귀신 (Young Gu Ddaeng Chill 4: The Hong Kong Granny Ghost) 1991년
- 은마는 오지 않는다 (The Silver Stallion Will Never Come) 1991년 - 강호 모 역
- 병팔이의 일기 (Byung Pal's Diary) 1991년 - 뚱이 엄마 역
- 젊은 날의 초상 (Portrait Of The Days of Youth) 1991년 - 형수 역
- 빨간 앵두 5 (Red Wild Berries 5) 1990년
- 서울 통화중 (Seoul is Busy on The Phone) 1990년
- 청송으로 가는 길 (Road To Cheongsong Prison) 1990년
- 잿빛 사랑 노트 (The Ashen Love Note) 1990년
- 꼭지딴 (Ggok Ji Ddan) 1990년
- 언제나 그 자리에 (Always There) 1990년
- 있잖아요 비밀이에요 (You Know What, It's a Secret) 1990년 - 준서 모 역
- 색녀도 (Amorous Woman) 1990년
- 파행 (Crippled) 1990년
- 새벽외출 (Going Out at Dawn) 1990년 - 정용 모 역
- 종자골 (Impotent Village) 1990년
- 산불 (Forest Fire) 1989년
- 백치원앙 (The Simple Minded Lovebird) 1989년
- 크라이막스 원 (The Cilmax One) 1989년 - 하종수의 처 역
- 상처 (The Wound Love) 1989년
- 위험한 욕정 (Dangerous Passion) 1989년
- 칠색조 (A Turkey) 1989년
- 마리화나 (Marihuana) 1989년
- 여인들의 섬 (Island of Women) 1989년
- 밤마다 우는 뻐꾸기 (The That Calls Every Night) 1989년
- 빠걸 (Bar Girl) 1989년
- 호호전 (The Story of Ho Ho) 1988년
- 보릿고개 (The Hungry Season) 1988년
- 요화경 (A Lascivious Story) 1988년
- 벽속의 부인 (The Lady In The Wall) 1988년
- 오성군 한음군 (Oh Seong And Han Eum) 1988년
- 안개 도시 (City of Mist) 1988년 - 안영자 역
- 두 여자의 집 (The Home of The Women) 1987년 - 가든 파티 손님 역
- 마님 (Madame) 1987년
- 도화 (Do Hwa) 1987년
- 달래내 보슬이 (Bo Seul of Dalae River) 1987년
- 돌아이 3 (Dol Ai 3) 1987년
- 팔도쌍나팔 (The Double Trumpets in the Nation) 1987년
- 연산군 (Prince Yeon san) 1987년
- 호걸춘풍 (Gallant Chun Pung) 1987년
- 여곡성 (Woman's Wail) 1986년
- 공포의 축제 (Festival of Fear) 1986년
- 자유부인 2 (The Liberal Wife 2) 1986년
- 투명인간 (Invisible Man) 1986년
- 화랭이 (The Sorcerer) 1985년
- 미스김 (Miss Kim) 1985년
- 작년에 왔던 각설이 (The Singing Tramp of Last Year) 1985년
- 난 이렇게 산다우 (This Is How I Live) 1985년
- 도시에서 우는 매미 (Cicada Singing In the City) 1985년
- 애마부인 3 (Ae-ma Woman 3) 1985년
- 사랑하는 자식들아 (To My Children With Love) 1984년
- 그해 겨울은 따뜻했네 (The Winter That Year Was Warm) 1984년
- 여자는 비처럼 남자를 적신다 (Women Wet Men Like Rain) 1984년
- 2월 30일생 (Bron On Februaty 30) 1983년
- 애인 (Lover) 1982년
- 빨간 앵두 (Red Cherry) 1982년
- 최인호의 야색 (Choi In ho's Evening Color) 1982년
- 외팔이의 여신용 (The One Armed Yeo Shin Yong) 1982년
- 깨소금과 옥떨메 (The Sesame Salt and the Ugly) 1982년
- 요권괴권 (Yo Kwon Gwoi Kwon) 1982년
- 0점하의 자식들 (0 Treamnet Beni) 1982년
- 유부녀 (The Married Woman) 1982년
- 집을 나온 여인 (The Woman Who Left Home) 1982년
- 내 이름은 마야 (My Name is Maya) 1981년
- 괴시 (A Monstrous Corpse) 1981년
- 복부인 (Mrs. Speculator) 1980년
- 형님먼저 아우먼저 (You First) 1980년
- 별명붙은 사나이 (The Man With a Nickname) 1980년 - 다방 마담 역
- 팔불출 (Dull Servant Pal Bul Chul) 1980년
- 돌아와요 부산항 '80 (Come Back to Busan Part '80) 1980년
- 로맨스 그레이 (Romance Gray) 1979년
- 관세음보살 (Goddess of Mercy) 1978년
- 당신만을 사랑해 (I Love Only You) 1978년
- 흙 (Earth) 1978년
- 산골 나그네 (Wanderer) 1978년
- 길 (The Road) 1978년
- 웃음소리 (Sound of Laughter) 1978년
- 십이대천왕 (Twelve Martiala Arts) 1978년
- 사랑의 양지 (The Sunny Side of Love) 1978년
- 소림사 흑표 (Heuk Pyo Of Shaolin Temple) 1978년
- 제3부두 고슴도치 (Hedgehog of the Third Quay) 1977년
- 여자의 성 (Woman's Castle) 1976년
- 7인의 말괄량이 (Seven Tomboys) 1976년
- 원무 (Grudge) 1976년
- 어머니와 아들 (Mother And Son) 1976년
- 정말 꿈이 있다구 (I Really Have A Dream) 1976년
- 가족 (Family) 1976년
- 비녀 (Unfortunate Woman) 1976년
- 여자정신대 (The Comfort Women) 1974년
- 낭자한 (A Young lady's Resentment) 1974년
- 칠거지악 (The Seven Vaild Causes of Divorce) 1974년
- 여대생 가정부 (College Girl Maidservant) 1974년

## 수상
- 제46회 대종상영화제 특별 연기상 수상